# ...Meanwhile
...Meanwhile of 10cc...Meanwhile is een studioalbum van 10cc uit 1992. Als opwarmertje verscheen in 1991 het verzamelalbum The Very Best of 10cc and Godley and Creme.
In 1987 werd een verzamelalbum van de muziekgroep uitgebracht onder de naam Changing Faces. Er stonden niet alleen nummers op van 10cc in de twee samenstellingen die de band heeft gekend, maar ook van afsplitsing Godley & Creme. De plaat had redelijk succes in het buitenland en de heren van de oorspronkelijke samenstelling (Stewart, Gouldman, Godley en Creme) zagen elkaar ook bij de promotie etc. Dit zou uitmonden in de wil om gezamenlijk een nieuw album op te nemen. Het platenlabel Polydor zag daar ook wel wat in, maar stelde als eis dat het album meer op de Amerikaanse markt gericht moest zijn. Zij stelde producer Gary Katz aan, die eerder had gewerkt aan albums van Steely Dan.
De opnamen werden verspreid gedaan over een vijftal geluidsstudio’s in de Verenigde Staten en niet in de vertrouwde Strawberry Studio in Engeland. De Bearsville Studios in Woodstock (New York), The Hit Factory en The River Sound Stuido in New York, Bill Schner Studio en de Village Records in Los Angeles zagen voornamelijk weer Stewart en Gouldman opduiken terwijl er voor Godley en Creme wat bijrollen weggelegd waren. De opnamen verliepen moeizaam, 10cc en met name Stewart, zag hun muziek anders dan Gary Katz, die een gladde productie voorstond. Dat komt vooral tot uiting in de track Wonderland, dat wel erg veel weg heeft van Steely Dan. Gatz schakelde dan ook musici in uit eigen kring en dat had niet altijd het gewenste resultaat dat Stewart en Gouldman voor ogen stond.
Stewart nam de opnamen nog mee naar Engeland om er verder aan te werken, maar kon niet voorkomen dat het album noch als 10cc noch als Steely Dan klinkt. Oude fans van 10cc vonden het album te Amerikaans, Amerikanen vonden het album te veel 10cc. De opnamen hadden 750.000 Britse ponden gekost. Echter toen het op promotie aankwam liet Polydor, waar een machtswisseling had plaatsgevonden, de band weer in de steek. De bandleden zelf vonden dat er genoeg singlegegadigden opstonden, maar Polydor vond het na twee wel voldoende; ze deden niets meer aan het album.
Na de uitgifte van het album volgde een tournee, waarvan 10cc Alive opnamen bevat.

## Musici
- Eric Stewart — zang, gitaren. Rhodespiano, vleugelpiano, slidegitaar, stringsynthesizer
- Graham Gouldman — basgitaar, zang
- Jeff Porcaro — drums, percussie
- Freddie Washington — 5-snarige basgitaar, gitaar
- Lol Creme — achtergrondzang
- Michael Landau — gitaar
- David Paich — Hammondorgel, melody synth
- Mac Rebenack (Dr. John) — vleugel ("Fill Her Up", "Something Special", "Charity Begins at Home")
- Kevin Godley — eerste zangstem ("The Stars Didn't Show"), achtergrondzang
- Paul Griffen — synthesizers
- Bashiri Johnson — percussie, tamboerijn
- Frank Floyd, Fronzie Thornton, Curtis King, Tawatha Agee, Vaneese Thomas — achtergrondzang
- Jerry Hey — blazersarrangemtenen, trompet
- Gary Grant — trompet
- Dan Higgins — saxofoon
- Kim Hutchcroften — saxofoon
- Bill Reichenbach Jr. — trombone
- Gordon Gaines — gitaar
- Andrew Gold — 12-snarige gitaar ("Charity Begins at Home")

## Tracklist
Allen van Stewart en Gouldman, behalve de laatste track, die is geschreven door Stewart, Gouldman en Paul McCartney (Stewart toerde een tijd met Macca):

| Nr. | Titel                            | Duur |
| --- | -------------------------------- | ---- |
| 1.  | Woman in Love (6:11)             |      |
| 2.  | Wonderland (4:53)                |      |
| 3.  | Fill Her Up (4:08)               |      |
| 4.  | Something Special (3:23)         |      |
| 5.  | Welcome to Paradise (6:14)       |      |
| 6.  | The Stars Didn't Show (4:51)     |      |
| 7.  | Green Eyed Monster (4:44)        |      |
| 8.  | Charity Begins at Home (4:55)    |      |
| 9.  | Shine a Light in the Dark (5:42) |      |
| 10. | Don't Break the Promises (6:22)  |      |

| Nr. | Titel               | Duur |
| --- | ------------------- | ---- |
| 11. | Man with a Mission  |      |
| 12. | Don't               |      |
| 13. | Lost in Love        |      |
| 14. | Welcome to Paradise |      |
| 15. | Woman in Love       |      |

## Hitnotering

### NederlandseAlbum Top 100
| Hitnotering: 23-05-1992 t/m 20-06-1992 | Hitnotering: 23-05-1992 t/m 20-06-1992 | Hitnotering: 23-05-1992 t/m 20-06-1992 | Hitnotering: 23-05-1992 t/m 20-06-1992 | Hitnotering: 23-05-1992 t/m 20-06-1992 | Hitnotering: 23-05-1992 t/m 20-06-1992 | Hitnotering: 23-05-1992 t/m 20-06-1992 |
| Week                                   | 01                                     | 02                                     | 03                                     | 04                                     | 05                                     |                                        |
| -------------------------------------- | -------------------------------------- | -------------------------------------- | -------------------------------------- | -------------------------------------- | -------------------------------------- | -------------------------------------- |
| Nummer                                 | 88                                     | 52                                     | 46                                     | 64                                     | 85                                     | uit                                    |

Graham Gouldman · Eric Stewart · Kevin Godley · Lol Creme

Paul Burgess · Rick Fenn · Stuart Tosh · Duncan Mackay · Tony O'Malley